# Ечмиадзинска катедрала
Ечмиадзинската катедрала (на арменски: Էջմիածնի Մայր տաճար) е главната катедрала на Арменската апостолическа църква. Намира се в град Вахаршапат, днес Ечмиадзин, Армения. Според учените това е първата катедрала (но не първата църква), построена в древна Армения, и е смятана за най-древната катедрала в света.
Оригиналната църква е построена в началото на IV век – между 301 и 303 година, според традицията – от свети Григорий Просветител, светец-покровител на Армения, след като цар Тиридат III обявява християнството за държавна религия. Църквата заменя съществувалия дотогава на същото място езически храм, като знак за преминаването от езичество към християнство. Ядрото на днешната катедрала е построено през 483–484 година от Ваан Мамиконян, след като сградата сериозно пострадва при нападение от персите. От създаването си до втората половина от V век Ечмиадзинската катедрала е седалището на католикоса, върховният водач на Арменската църква.
Въпреки че никога не е губила напълно значението си, през следващите вековете катедралата запада. През 1441 година е била възстановена като седалище на католикоса и е останала такава и до днес. През 1604 година Ечмиадзин е опустошен от армията на персийския шах Абас I и от катедралата са откраднати реликви и камъни, в опит да се подкопае привързаността на арменците към земите и светините им. След множество претърпени реновации, през втората половина на XVII век към катедралата са добавени камбанарии, а през 1969 година е изградена и сакристия в източния край на сградата. Днес постройката представлява стилова смесица от различните периоди в арменската архитектура. Пренебрегвана през съветския период, катедралата отново е върната към живот през втората половина на XX век и във времето на независима Армения след разпада на СССР.
Като основен олтар за арменските християни от цял свят, Ечмиадзинската катедрала е важно място в Армения не само в религиозен, но и в политически и културен аспект. Бидейки място за поклонение, катедралата е едно от най-посещаваните места в страната. Заедно с още няколко значими ранносредновековни църкви, разположени наблизо, сред които катедралата Звартноц, катедралата е включена в списъка на световното културно наследство на ЮНЕСКО през 2000 година.